# Mihaly Bartoș Kovacs
Mihaly (Mihail) Bartoș Kovacs (n. 20 februarie 1923, Mujna, Harghita -- d. ?) a fost un demnitar comunist român de origine maghiară. Mihaly (Mihail) Bartoș Kovacs a fost decorat cu Ordinul Muncii în 1957. Mihaly (Mihail) Bartoș Kovacs a făcut diverse studii de partid dar a fost, la origine, muncitor zilier necalificat. Mihaly (Mihail) Bartoș Kovacs a fost membru de partid din 1945. 

## Studii
- Curs de partid de trei luni;
- Cursul de perfecționare de un an de pe lângă Școala Superioară de Partid „Ștefan Gheorghiu“ (1956);
- Școala Superioară de Partid „Ștefan Gheorghiu“ (1963–1966);
- Academia de științe Social-Politice „Ștefan Gheorghiu“, Secția istoria mișcării muncitorești.